# Нововодяне (Сватівський район)
Новово́дяне —  село в Україні, у Красноріченській селищній громаді Сватівського району Луганської області. Населення становить 628 осіб. Орган місцевого самоврядування — Нововодянська сільська рада.